# Фондю
Фондю́ (фр. fondue, італ. fonduta, досл. «розтоплена», «розплавлена») — традиційна альпійська страва з плавленого сиру з додаванням спецій, яку готують і зазвичай споживають у спеціальному посуді; відома перш за все у швейцарському куховарстві, але також у французькому, італійському і частково південно-німецькому (Баден-Вюртемберг).

## Історія і сучасність
Фондю вигадали альпійські пастухи. За Середньовіччя цю страву вважали їжею простолюдів: у пастухів не було широкого вибору в їжі, традиційна трапеза складалася з хліба, сиру та вина. Саме ці інгредієнти і стали основними у винайденні нової страви — фондю. Пастухи примудрилися урізноманітнити свої обіди тим самим сиром, але — розплавленим.
У ХХ столітті ця страва як місцева особливість з'явилася в ресторанах на заході Франції та Швейцарії. Сьогодні до фондю там прийнято подавати мариновані корнішончики, оливки, дрібну цибулю (на зразок сіянки), часник. А за хліб, зазвичай, править традиційний французький багет.
Крім традиційного сирного фондю, зараз відомі м'ясні, рибні фондю і навіть десертні — шоколадні. До складу останнього можуть входити білий і/або чорний шоколад, коньяк, вершки тощо.

## Приготування фондю

### Посуд для приготування фондю

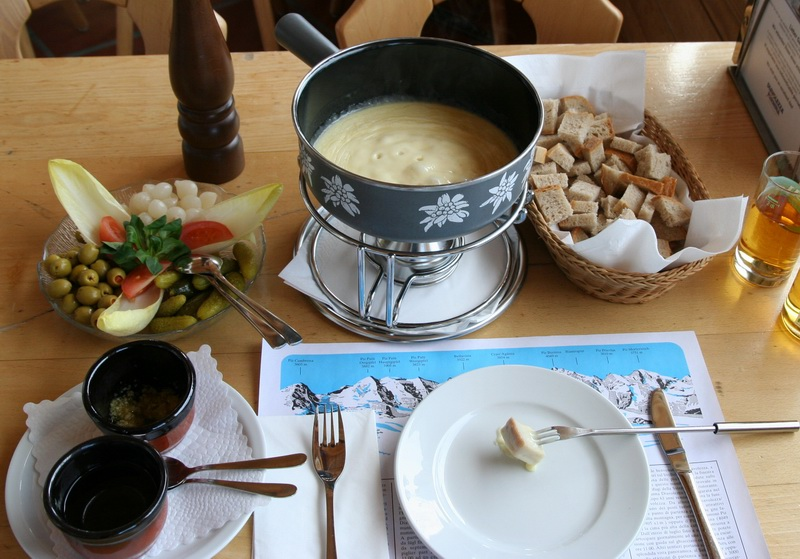
Набір посуду і сервірування традиційного швейцарського фондю

Фондю готується в спеціальному посуді — какелона (з жаростійкого скла, чавуну, кераміки, сталі), що закріплюється над спиртівкою.
Необхідні набори для фондю можна знайти в господарчих магазинах чи торговельних центрах. Недорогі набори, зазвичай, містять горщечок, підставку, виделки та спиртівку. Деякі взагалі складаються тільки з підставки (решітки) та спиртівки, а «тару» для розплавлення сиру слід підбирати серед власного кухонного реманенту. Обираючи «повноцінну» фондюшницю, слід звертати увагу на покриття основної «каструльки»: воно має бути антипригарним, адже деякі сорти сиру, зокрема від українських виробників, при розплавленні можуть прикипати до дна.
Замість спеціальних столових приборів для споживання фондю можна використовувати звичайні виделки. Однак не зайвим є пам'ятати, що такі виделки повинні мати ручки, виготовлені з матеріалів (дерева, пластику тощо), що протистоять температурі, адже залізний корпус дуже швидко нагрівається у фондюшниці.

### Рецепт класичного сирного фондю
Класичне сирне фондю (на 4 порції):
- 1 зубчик часнику;
- 1—1,5 склянки сухого білого вина;
- 200 г сиру «Грюєр»;
- 200 г сиру «Емменталь»;
- 2 ст. ложки крохмалю або борошна;
- 2 ст. ложки лимонного соку;
- білий мелений перець;
- мелений мускатний горіх;
- підсушений пшеничний хліб (нарізаний кубиками);
- стебла селери;
- шматочки червоного перцю.

Стінки фондюшниці натерти половинкою часнику. Решту викласти на дно. Налийте вино й нагрійте його, не доводячи до кипіння. Нарізаний невеликими шматочками сир кладуть у фондюшницю, постійно помішуючи. Сир потрібно додавати порціями, причому кожну наступну лише після того, як повністю розплавиться попередня.
В окремій посудині розчиніть крохмаль чи борошно у лимонному соку так, щоб не було грудочок. Після цього отриману масу змішайте з розплавленим сиром. Усе разом продовжуйте готувати ще 5 хвилин, постійно помішуючи.
Поставте каструлю із сирним фондю на спиртівку, подайте на стіл хліб та овочі. Смакуйте страву, вмочуючи хліб та овочі у сирну масу за допомогою спеціальних (або й звичайних) виделок.

## Китайське фондю
У Східній та Південно-східній Азії існує ряд популярних супів (Чім чум, Му ката), що використовують принцип фондю.